# Старцев, Вадим Владимирович
Вадим Владимирович Старцев (укр. Вадим Володимирович Старцев; 22 марта 1978) — украинский футболист, вратарь.

## Биография
Начал профессиональную карьеру 1 апреля 1995 года, в сакском «Динамо» которое играло Второй лиге Украины. В следующем году перешёл в алчевскую «Сталь», в которой 24 апреля 1996 года, дебютировал в Первой лиге, но позже потерял место в основе и был отдан в аренду в команду «Динамо» из Стаханова, в которой дебютировал 15 августа 1998 года. В том же году. он вернулся в «Сталь (Алчевск)», в составе которой, он вышел в Высшую дигу, в которой он дебютировал 12 июля 2000 года. В 2004 году был отдан в аренду в днепродзержинскую «Сталь», в которой он отыграл всего один матч. В том же году, он снова вернулся в «Сталь» (Алчевск) с которой он снова вышел в Высшую дигу, но постепенно проиграл конкуренцию за место в основе и ушёл в «Шахтёр» из Свердловска в составе которого дебютировал 20 июля 2008 года и откуда ушёл в 2012 году.

## Достижения
- Победитель Первой лиги Украины (1): 2004/05
- Серебряный призёр Первой лиги Украины (1): 1999/00